# 화태초등학교
화태초등학교는 대한민국 전라남도 여수시 남면에 있었던 공립 초등학교이다.

## 학교 연혁
- 1938. 05. 04 여남공립심상소학교 부설 화태간이학교 개교
- 1943. 04. 15 여수 화태국민학교 개교
- 1986. 03. 01 화태초등학교 병설유치원 개원
- 1990. 03. 01 여동, 두라, 월호분교장 편입
- 1996. 03. 01 화태초등학교로 개칭
- 2016. 03. 01 여동분교 본교로 통폐합. 5학급 편성, 본교 3학급, 분교 2학급, 본교 유치원 1학급
- 2022. 03. 01 폐교[1]

## 참고 자료
- 화태초등학교 - 한국교육학술정보원 학교알리미